# محمد ياسر المحمدي
محمد ياسر (مواليد 10 أكتوبر 1982، لاعب كرة قدم قطري من أصل مصري يجيد اللعب في مركز الوسط .
لعب سابقاً مع أندية الخور والريان و قطر والغرافة و أم صلال والخريطيات و معيذر .
محمد ياسر شقيق اللاعبين حسين ياسر وأحمد ياسر .

## روابط خارجية
- محمد ياسر على موقع الاتحاد الدولي (مؤرشف)  (الإنجليزية)